# James Matthew Wingle
James Matthew Wingle (ur. 23 września 1946 w Eganville) – kanadyjski duchowny katolicki, biskup Saint Catharines w latach 2002-2010.

## Życiorys
Święcenia kapłańskie przyjął 16 kwietnia 1977. W 1980 rozpoczął studia z teologii moralnej na Akademii Alfonsjańskiej, ukończone z tytułem licencjata. W 1984 został wykładowcą teologii moralnej w seminarium w Toronto, zaś trzy lata później został jego rektorem.

### Episkopat
31 maja 1993 papież Jan Paweł II mianował go biskupem diecezji Yarmouth. Sakry biskupiej udzielił mu 24 sierpnia tegoż roku abp Austin-Emile Burke.
9 listopada 2001 został prekonizowany biskupem Saint Catharines. 24 stycznia 2002 objął rządy w diecezji.
7 kwietnia 2010 Benedykt XVI przyjął jego rezygnację z urzędu.